# 馬克·沃克曼
馬克·塞西尔·沃克曼（英語：Mark Cecil Workman，1930年3月10日—1983年12月21日），美國籃球運動員。他在1952年NBA選秀中第1輪第1順位被密爾瓦基老鷹選中。

## 外部連結
- 生涯數據
- 史上10大水货状元 （页面存档备份，存于）